# Tatort: Die schöne Mona ist tot
Die schöne Mona ist tot ist ein Fernsehfilm aus der Kriminalreihe Tatort. Der Film mit Eva Mattes als Kriminalhauptkommissarin Klara Blum wurde vom SWR produziert. Er wurde am 30. November 2012 bei der Filmschau Baden-Württemberg uraufgeführt und am 3. Februar 2013 erstmals in Deutschland, Österreich und der Schweiz ausgestrahlt. Es handelt sich um die 861. Folge der Tatort-Reihe.

## Handlung
Nach einer Party im Vereinsheim des örtlichen Fußballvereins wird das Auto der Dorfschönheit Mona Seitz von einem Geländewagen von der Straße abgedrängt, so dass es über eine steile Böschung ans Ufer des Bodensees stürzt. Als die Polizei den blutverschmierten Wagen am nächsten Morgen findet, fehlt von Mona jede Spur. Es gibt Schleifspuren in Richtung See, in dem auch Monas Kleid gefunden wird. Die Kriminalhauptkommissare Klara Blum und Kai Perlmann haben bald zwei Hauptverdächtige. Fritz Schönborn, Monas Jugendliebe, führte hinter dem Rücken beider Ehepartner wieder eine Beziehung mit ihr. Es stellt sich heraus, dass diese schon zwei Jahre anhält und Mona Fritz viel Geld geliehen hat, das er für eine gemeinsame Zukunft anlegen sollte. Doch Fritz hat das gesamte Ersparte bei Bankgeschäften verloren. Der andere Verdächtige ist Monas Ehemann Christian, der mit der Lebensführung seiner Frau nicht einverstanden ist und am Tatabend von seinem für ihn überraschenden (durch Monas „Geschäfte“ verursachten) finanziellen Ruin erfahren hat.
Bei einer Begegnung mit Christian erzählt Fritz ihm von der Liebesbeziehung zu Mona und dass diese eine Schwangerschaft heimlich abgebrochen habe, obwohl sie und Christian jahrelang versucht hatten, ein Baby zu bekommen.
Auf der Suche nach weiteren Spuren entdeckt Kommissarin Blum auf dem Weg vom abgestellten Tatfahrzeug zurück zum Vereinsheim Zigarettenstummel und den Haustürschlüssel von Fritz Schönborn. Da Mona auf der Party das Geld zurückverlangt haben soll – anderenfalls hätte sie Fritz’ Ehefrau über die außereheliche Beziehung informieren wollen, sei er ihr gefolgt und habe sie schließlich von der Straße abgedrängt. Da er den Spuren zufolge anschließend aber nicht die Böschung hinuntergestiegen ist, kann er für den weiteren Tatablauf nicht verantwortlich sein.
Blum und Perlmann nehmen daher an, dass Mona noch am Leben ist. Sie überlegen nun, wer ebenfalls ein Interesse an ihrem Verschwinden und an der Verschleierung der Tatumstände haben könnte. Die Ermittler verdächtigen Birgit Schönborn, die Mona auch tatsächlich gefangen hält. Sie versucht auf diese Weise, eine Verurteilung ihres Ehemanns zu verhindern, um – ebenso wie dieser – ihrer Tochter zuliebe die eigentlich schon marode Ehe aufrechtzuerhalten. Kurz bevor die Polizei das Versteck ausfindig machen kann, lässt sie Mona jedoch frei. Diese kehrt daraufhin nach Hause zurück, wo sie Christian begegnet, der sie kurz vor Eintreffen der Polizei erschießt.

## Kritiken
„Verlogenheit kann man diesem ‚Tatort‘ nicht vorwerfen. Aber interessanter darf die allgemeine Schlechtigkeit wenigstens sonntagabends daherkommen.“

„Dieser sehenswerte Tatort vom Bodensee ist schon nach wenigen Sequenzen kein Krimi mehr, sondern eine schwebende Philosophie über die Härte des Älterwerdens, über die klebrigen Finger der Provinz – und den verzweifelten Versuch, sich ihrem Griff zu entwinden.“

„Doppelte Böden, so weit das Auge reicht: Der ‚Tatort. Die schöne Mona ist tot‘ zeigt, wie gut ein Krimi sein kann. (…) endlich wieder ein Grund, den ‚Tatort‘ einzuschalten.“